# Figures d'Acámbaro

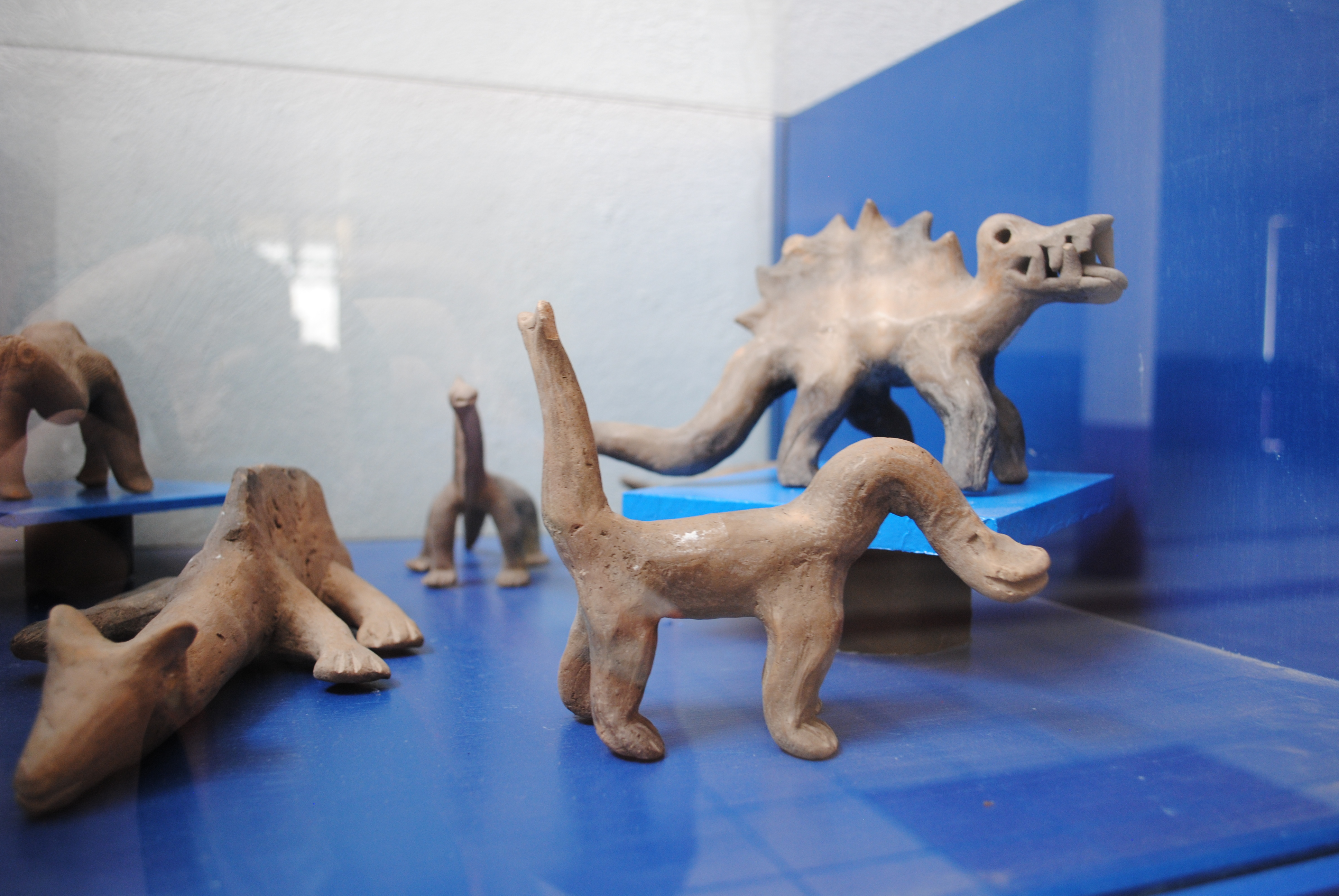
Figures d'Acámbaro, Museu Julsrud

Les figures d'Acámbaro són una col·lecció de més de 32.000 peces descobertes al municipi d'Acámbaro (Mèxic) per Waldemar Julsrud, que representen figures que alguns afirmen que són dinosaures, animals extints i cultures del vell continent.
Les mesures (de Carboni 14), efectuades l'any 1968 pel Laboratori d'Isòtops Inc de Nova Jersey, presentaven una forquilla que anava des del 4530aC fins al 1110aC. L'any següent, es va efectuar una nova datació de les figures al Museum & Applied Science Center for Archaeology (Masca), tot utilitzant una tècnica tot just en desenvolupament, la termoluminiscència, i els resultats preliminars suggerien que les peces eren del 2500aC. No obstant això, el 1976, Garry W. Carriveau i Mark C. Han van tornar a datar vint d'aquestes figuretes segons el mètode de la termoluminiscència, i van observar que les figures s'havien cuit a temperatures d'entre 450 i 650 °C, fet que contradia les afirmacions que deien que les figuretes s'havien cuit a massa baixa temperatura com per a poder-se datar correctament. A més, cap de les mostres va passar una nova prova de confirmació, fet que indicava que les dades obtingudes per termoluminiscència no eren fiables ni significatives. Basant-se en el grau de regeneració del senyal mesurada a les mostres, es va concloure que havien estat cuites aproximadament 30 anys abans de 1969. La seva datació continua essent objecte de controvèrsia en l'actualitat.

## Descoberta
El 1945, Waldemar Julsrud passejava a cavall pel Turó del Toro a Acámbaro, estat de Guanajuato, quan va trobar una figura de fang. Malgrat la seva experiència sobre la cultura Chupícuaro, la qual va ajudar a descobrir el 1923, no va poder reconèixer la figura com pertanyent a cap cultura de Mèxic. Va demanar a un pagès que busqués més d'aquestes figures i es van arribar a recol·lectar aproximadament 32.000 peces.

## Proves d'un possible frau
Les circumstàncies de l'excavació de les figures són motiu de sospita. Julsrud afirma que va pagar als pagesos per cada figura que li van lliurar, per la qual cosa és plausible que aquests fabriquessin les estatuetes i les fessin passar per autèntiques relíquies.
El 1952, l'arqueòleg Charles C. DiPeso, afiliat a la "Amerind Foundation" d'Arizona, va visitar la zona, va estudiar la col·lecció i va observar als excavadors durant el seu treball. Segons DiPeso, la superfície de les figures evidenciava que eren de fabricació recent. No mostraven les característiques habituals d'elements que han estat enterrats durant milers d'anys. Si haguessin estat autèntiques relíquies estarien esgarrapades i trencades com la resta d'artefactes trobats en aquesta àrea de Mèxic. L'estratigrafia de les peces indicava que havien estat enterrades amb terra de diferents etapes arqueològiques. A més, DiPeso va informar que va conèixer a una família local que li va indicar que havien estat fabricant i venent les peces a Julsrud a pes des de 1944, inspirant-se en les pel·lícules que veien al cinema local.
Això no obstant, s'ha argumentat que Di Peso no pogué realitzar una recerca en profunditat en una visita de quatre hores a casa de Julsrud. Charles Hapgood va esdevenir un dels personatges coneguts més devots de la col·lecció de figuretes, entre els quals també s'hi compta Earle Stanley Gardner, creador del personatge de Perry Mason, posicionat a favor de Julsrud tot dient que les 32.000 figuretes no podien haver estat obra d'una sola persona o grup de persones, i que per tant no eren un frau.

## Artefactes fora de lloc
Aquestes figures han esdevingut un cas emblemàtic dels anomenats "artefactes fora de lloc". D'una banda, grups creacionistes les han fet servir per afirmar que éssers humans van conviure amb dinosaures i que per tant la terra té menys de 6.000 anys. Un altre creacionista de la Terra jove, Don Patten, és un dels defensors més fervents de les figuretes, tot proposant que les figures s'assemblen als representats al llibre Dinosaur Heresies de Robert T. Bakker.
En contrast, l'arqueologia moderna prefereix considerar-les un frau, ja que la seva extemporaneïtat posaria en dubte tota la teoria científica acceptada actualment.